# Dámasa Cabezón de Córdoba
Dámasa Cabezón Martínez (Salta, 1792 - Valparaíso, 17 de març de 1861), més coneguda com a Dámasa Cabezón de Córdoba, va ser una educadora xileno-argentina. Pionera en l'educació per a dones a l'Amèrica del Sud al segle XIX. Filla de l'educador espanyol José León Cabezón, va fundar instituts educatius per a noies a Santiago de Xile (1838) i a La Paz, Bolívia (1845). A Xile se la considera la creadora de la primera generació d'escoles laiques xilenes per a noies.

## Biografia

### Primers anys
Dámasa Cabezón era filla de l'educador espanyol José León Cabezón i de la seva dona María Martínez Outes. El seu pare havia emigrat d'Espanya a Salta, al Virregnat del Río de la Plata, on hi va fundar una escola per als nens de la classe alta colonial. El 1820, quan vivia a Buenos Aires, va donar refugi a Javiera Carrera quan va ser perseguida pel govern després d'intervenir per a salvar la vida dels seus germans.
El 1828 va acompanyar al seu pare a Santiago de Xile, on rebrà la protecció de la família Carrera. Aquí va començar a ensenyar llatí en una escola de línia similar a la de Santa que havia fundat també el seu pare a la ciutat.

### Carrera
El 1832, juntament amb la seva germana Manuela, Cabezón va obrir a Santiago una escola per a noies que va dirigir fins al 1845. Aquell any, es va traslladar a La Paz, Bolívia, on havia estat contractada pel govern de José Ballivián per a establir-hi un institut educatiu per a dones en la línia del que havia fundat a Xile. Aquest institut va formar, entre d'altres noies, a la futura compositora boliviana Modesta Sanginés Uriarte.
Quan va tornar de Bolívia el 1848, va dirigir una escola a La Serena durant la major part de la dècada de 1850, abans de retirar-se a Valparaíso, on va morir el març de 1861. La historiadora Joyce Contreras Villalobos va escriure que els intents de Cabezón van ser els primers en establir instituts laics d'educació femenina a Xile.